# الشبيكة (مكة)
الشبيكة، منتهى مكة في التخطيط القديم وفي ريع الرسام، كان سور مكة، وكان له بابان بعقدين يقول القطبي « .. وكان هذا السور فيه بابان بعقدين أدركنا أحد العقدين يدخل منه جمال الأحمال ثم عدم شيئاً فشيئاً ، إلى أن لم يبق منه شيء الآن (ص 7)».

## حدود الشبيكة
تطل على المسجد الحرام في المنطقة المسماة بالحزورة والتي كان فيها سوق الصغير ورباط وبئر الداودية في الشمال الغربي من المسجد وبالقرب من باب العمرة، ومن جهة الشرق تواجه الهجلة التي كان بها حراج وسوق الحطب وبيت البوقرية، ومن جهة الغرب جبل عمر وجبل الشراشف، وعلى يسارها الخندرسية التي فيها المدرسة الصولتية ثم بعدها جبل الكعبة.
وذهب بعض المؤرخين إلى أن الشيخ محمود وبئر طوى من الشبيكة، وذهب محمد بن موسى إلى أكثر من هذا فجعل ما بين مكة والزاهر «الشهداء» من الشبيكة.

## أزقة الشبيكة
- زقاق المساوى
- زقاق الشرباصي
- زقاق الوشقلى
- زقاق الحفرة
- زقاق الجنائز
- زقاق الفلاح
- زقاق عانقني.[2]

## وصلات خارجية
- حارة الشبيكة حروب تركت تاريخها على أسوار المكان.

1.http://www.alriyadh.com/499802